# Arcminute Microkelvin Imager
Arcminute Microkelvin Imager — радіоінтерферометр у радіоастрономічній обсерваторії Малларда поблизу Кембриджа, який складається з пари радіотелескопів — великої і малої решіток. Назву можна приблизно перекласти українською як «мінутний мікрокельвіновий зйомщик» — це означає прилад для зйомки неба на кутових масштабах порядку мінути дуги для вимірювання температур з точністю порядку мікрокельвіна. Прилад розроблено, побудовано та експлуатується Кавендіською астрофізичною групою. Він був розроблений, головним чином, для вивчення скупчень галактик шляхом спостереження вторинної анізотропії в реліктовому випромінюванні, що виникає внаслідок ефекту Сюняєва–Зельдовича. Велика й мала решітки обидві використовуються для спостереження за випромінюванням із частотами від 12 до 18 ГГц і мають дуже схожі конструкції систем. Телескопи використовуються як для спостереження за раніше відомими скупченнями галактик, щоб визначити, наприклад, їхні маси та температури, так і для проведення оглядів, щоб знайти раніше невідкриті скупчення.

## Велика решітка
Велика решітка Arcminute Microkelvin Imager складається з восьми екваторіально встановлених параболічних антен діаметром 12,8 метрів, які раніше були частиною Телескопа Райла. Антени розташовані на відстані від 18 до 110 м. Телескоп має кутову роздільну здатність близько 30 кутових секунд. Велика решітка використовується для отримання зображень радіоджерел (головним чином, радіогалактик), які забруднюють спостереження реліктового випромінювання, виконані за допомогою малої решітки. Велика решітка використовується для проведення Десятого Кембриджського огляду радіоджерел. Перші результати огляду були використані, щоб розширити список виміряних джерел на частоті 15 ГГц до рівнів сигналу, нижчих за міліянський, що на порядок чутливіше, ніж Дев'ятий Кембриджський огляд, який був першим оглядом значної частини неба на порівнянній радіочастоті.
|                |
| Велика решітка |

|                                   |
| Велика решітка у червні 2014 року |

|                                    |
| Силует Великої решітки у 2020 році |

## Мала решітка
Мала решітка Arcminute Microkelvin Imager складається з 10 антен діаметром 3,7 м, подібних за конструкцією до антен великої решітки. Вони розташовані з інтервалом від 5 до 20 м. Мала решітка має кутову роздільну здатність близько 3 кутових мінут. Вона використовується для зображення цікавих скупчень галактик з високою роздільною здатністю, пошуку раніше невідомих скупчень галактик, спостережень залишків наднових і аномального мікрохвильового випромінювання.
|                                           |
| Мала решітка Arcminute Microkelvin Imager |

|                                 |
| Мала решітка у червні 2014 року |